# 栄一薬品
栄一薬品株式会社（えいいちやくひん）は、かつて大阪府大阪市阿倍野区相生通2-12-10に本社を置いていた、主に医薬品・医療機器の卸売りを扱う企業であった。現在は、「共創未来グループ」「株式会社葦の会」の一社「東邦薬品」である。

## 概要
- 資本金　5,000万円
- 代表取締役社長 黒田耕平

## 大株主
- 田辺製薬 50%
- マルゴ経営研究会48%

## 沿革
- 1958年7月　「北村薬品株式会社」創業
- 1968年7月　資本金5,000万円で「栄一薬品株式会社」を設立。
- 1983年9月　「明和薬品」を合併し資本金2億3,000万円で「エーメイ株式会社」に商号変更

## 主な取引メーカー
- 田辺製薬（現:田辺三菱製薬）33.4%
- 東洋醸造（現:旭化成ファーマ）11.3%
- 持田製薬5.1%
- 日研化学3.7%
- ミドリ十字（現:田辺三菱製薬）3.6%
- 山之内製薬（現:アステラス製薬）3.0%
- 台糖ファイザー（現:ファイザー）2.9%
- エーザイ2.6%
- 日本化薬2.2%
- 東京田辺製薬（現:田辺三菱製薬）2.2%
- フナイ1.9%
- 協和発酵（現:協和発酵キリン）1.9%
- カイゲン1.6%
- カネボウ薬品（現:クラシエ薬品）1.5%
- 日本ケミファ1.3%
- ゼリア新薬工業1.2%
- キッセイ薬品工業1.0%
- ナガセ0.9%

## 営業所
- 阪南営業所・大阪府堺市新家町694-1
- 貝塚営業所・大阪府貝塚市沢1240-2
- 東大阪営業所・大阪府東大阪市新家東町70
- 柏原営業所・大阪府柏原市円明町1000-10

## 関連会社
- 大和薬品